# Fabiola de Mora y Aragón
Pour les articles homonymes, voir Mora y Aragón.
Titre
Reine des Belges
15 décembre 1960 – 31 juillet 1993
(32 ans, 7 mois et 16 jours)
Signature
Fabiola de Mora y Aragón,, née le 11 juin 1928 à Madrid et morte le 5 décembre 2014 à Bruxelles, est une aristocrate espagnole devenue, par son mariage avec le roi Baudouin de Belgique, la cinquième reine des Belges de 1960 à 1993, à la mort de son époux.

## Biographie

### Doña Fabiola (1928-1960)
Issue d'une famille de sept enfants de la noblesse espagnole, elle est la troisième fille de don Gonzalo de Mora y Fernández (1887-1957), marquis de Casa Riera et comte de Mora, et de doña Blanca de Aragón y Carrillo de Albornoz (1892-1981), des marquis de Casa Torres. Elle est la sœur de l'acteur Jaime de Mora y Aragón. La comtesse Fabiola est la sixième d’une fratrie de sept enfants et la seule encore célibataire. Toute la famille doit ses titres récents de noblesse au pape Léon XIII et observe une foi catholique rigoureuse.
C’est au palais Zurbano, au centre de Madrid, qu’elle vit ses premières années. Ses parents, grands propriétaires terriens, entretiennent des liens étroits avec la cour espagnole. De 1931 à 1933 et de 1936 à 1939, sa famille est contrainte de s'exiler en France en raison des événements politiques en Espagne. Fabiola fait ses études à Lausanne pendant la guerre d’Espagne, puis au lycée allemand de Madrid. Elle apprend les langues. C'est ainsi qu'en plus de sa langue maternelle, Fabiola parle couramment le français, le néerlandais, l'anglais, l'allemand et l'italien. Fabiola fait ensuite des études d'infirmière dont elle obtient le diplôme. Conformément à ses idéaux, elle souhaite se consacrer aux enfants pour lesquels elle écrit des contes et aux malades. Elle travaille, de 1958 à 1960, dans un service hospitalier de Madrid.
Réservée et sensible, mais très active, Fabiola est attirée par les arts et la littérature. Elle peint, dessine, écrit des contes, joue de la guitare et du piano. Fabiola voyage également et visite notamment l’Exposition universelle de 1958 à Bruxelles.
Fabiola fait la rencontre de Baudouin, roi des Belges, par l'intermédiaire d'une missionnaire catholique irlandaise, Veronica O’Brien. Celui-ci lui a auparavant demandé de se mettre à la recherche de l'épouse idéale en Espagne. Fabiola accepte de voir le roi en catimini avant de se prononcer. Partageant tous les deux de profondes convictions catholiques, ils éprouvent rapidement une grande complicité et annoncent d'abord leurs fiançailles aux Belges en septembre 1960 puis leur mariage.

### Reine des Belges (1960-1993)

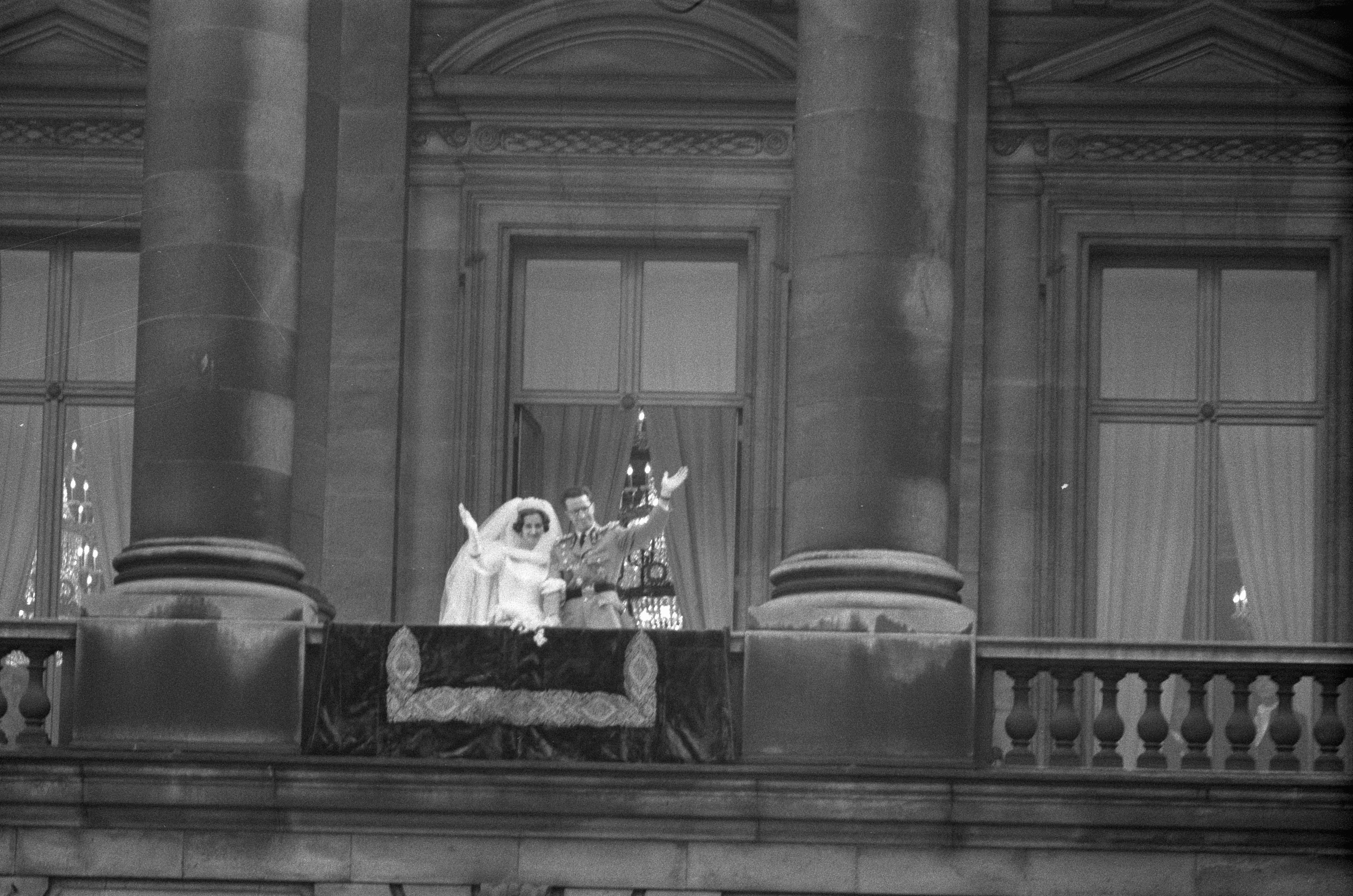
La reine Fabiola et le roi Baudouin au balcon du Palais royal de Bruxelles lors de leur mariage.

Le 15 décembre 1960, elle épouse à Bruxelles le roi des Belges Baudouin, fils du roi Léopold III et de la reine Astrid. Le couple n'aura pas d'enfant (elle fera plusieurs grossesses extra-utérines) et vit au château de Laeken. Ils sont réputés pour leur grande religiosité, leur grande foi catholique et comme adeptes du renouveau charismatique.
La reine Fabiola est aux côtés de son époux lors de cérémonies officielles, pour les voyages d'État et pour recevoir les personnalités étrangères de passage à Bruxelles. Elle crée le Secrétariat social de la Reine qui reçoit chaque année des appels de détresse de milliers de Belges et tente de trouver une solution en collaboration avec les ministères et les Centres publics d'action sociale (CPAS). Elle est présidente d'honneur de la Fondation Damien (de 1965 à 2010) et accorde son haut patronage à UNICEF-Belgique. Très attentive aux problèmes rencontrés par les handicapés, elle crée en 1967 la Fondation nationale Reine Fabiola pour la santé mentale  (aujourd'hui fonds Reine Fabiola) et multiplie les visites dans les institutions spécialisées. Avec le roi Baudouin, elle représente la Belgique en 1990 à New York au premier sommet mondial des Nations unies sur l'enfance.

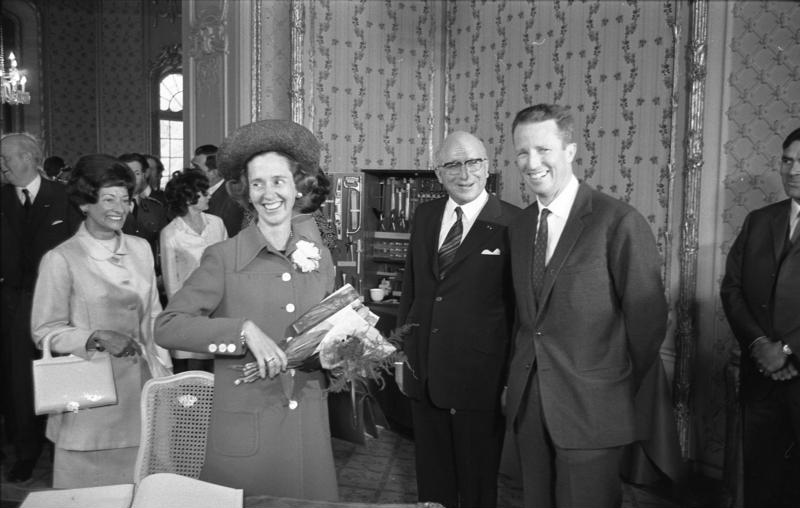
La reine Fabiola et le roi Baudouin en visite d'État en Allemagne de l'Ouest à Düsseldorf (1971).

La reine Fabiola accorde son haut patronage à la Journée mondiale Poésie-Enfance, à l'Union des artistes du spectacle et au Salon des aquarelles de Belgique. Elle assume depuis 1965 la présidence d'honneur du Concours musical international Reine Élisabeth de Belgique. En 1976, la reine Fabiola est le deuxième membre de la famille royale à être nommé membre d'honneur de l'Académie royale de médecine de Belgique. À l'étranger, elle patronne le Prix européen du musée de l'année.
Elle donne son nom à de nombreuses institutions sociales dont les Villages Reine-Fabiola pour personnes handicapées et l'Hôpital universitaire des enfants Reine Fabiola, inauguré en 1986.
Une fresque musicale lui est dédiée : le Concerto de la Reine de Didier Van Damme. Créée et enregistrée par l'Orchestre national de Belgique. Par la suite, différents orchestres symphoniques enregistrèrent cette œuvre, notamment le Grand Orchestre symphonique de RTL dirigé par Hugues Reiner avec, en soliste, Jean-Claude Vanden Eynden, lauréat du prestigieux Concours musical international Reine Élisabeth de Belgique.
En 1961, elle publie une série de nouvelles pour enfants dans un album intitulé Les Douze Contes merveilleux de la reine Fabiola, traduction de son recueil Los doce cuentos maravillosos (1960).

### Veuve du roi Baudouin (1993-2014)
Le 31 juillet 1993, le roi Baudouin meurt subitement d'un arrêt cardiaque en Espagne après quarante-deux ans de règne. La reine diminue ses apparitions publiques et quitte, en 1998, le château de Laeken pour le château du Stuyvenberg, laissant ainsi le prince héritier s'installer à Laeken après son mariage.
Entre 1992 et 2000, la reine Fabiola voyage beaucoup à l'étranger afin d'attirer l'attention sur la condition des femmes rurales du tiers monde. Elle représente la Belgique en 1995 à Pékin au sommet mondial des Nations unies sur les Femmes. Elle accorde son haut patronage à l'opération Télévie contre la leucémie de 1993 à 2004.
Au décès de son époux, elle devient présidente d'honneur de la Fondation Roi Baudouin.
Lors d'une réception dans les serres de Laeken en septembre 2006, la reine Fabiola confie à des jeunes qu'elle écrit des anecdotes sur le roi Baudouin et qu'elle espère les voir publiées après sa mort.
En 2007, elle est la marraine de la frégate F930 Léopold Ier de la composante marine belge.
L'année 2009 est marquée par plusieurs problèmes de santé : opération sous hypnose à la thyroïde au Centre hospitalier universitaire de Liège, hospitalisation pour une pneumonie à la clinique Saint-Jean de Bruxelles et apparition en chaise roulante lors d'une messe à la mémoire du roi Baudouin. C'est également en 2009 qu'elle reçoit des menaces de mort d'un personne prétendant qu'elle serait abattue à l'arbalète durant le défilé militaire du 21 juillet. Elle réagit alors avec humour en montant sur la tribune royale une pomme à la main, référence à la légende de Guillaume Tell.
En janvier 2010, la reine Fabiola renonce à la présidence d'honneur de l'Action Damien au profit de sa nièce, la princesse Astrid.
Le 14 septembre 2012, elle crée la fondation Fons Pereos, qui avait notamment pour but d'accorder des aides à ses neveux et nièces « directs et biologiques » et à ceux de son ex-époux ainsi qu'aux descendants biologiques en ligne directe de ces neveux et nièces issus d'un premier mariage religieux catholique (Moniteur belge du 1er octobre 2012). Cette fondation semblait permettre à ses héritiers d'éviter de payer des droits de succession. À la suite de la révélation début 2013 de son existence, cela fait l'objet d'une polémique concernant notamment le montant de sa dotation, alors qu'en fait cette dernière, qui est principalement consacrée aux œuvres de la reine et à la Fondation Roi Baudouin, n'intervenait nullement dans sa fondation.[pas clair] Néanmoins, à partir de 2013, le gouvernement belge décide de baisser la dotation de la reine d'un million quatre cent mille euros à neuf cent mille euros. La fondation Fons Pereos est dissoute par jugement du Tribunal de première instance de Bruxelles du 11 juillet 2013 (Moniteur belge du 18 septembre 2013). Selon la presse française, cette fondation était devenue propriétaire de la villa Astrida appartenant au couple royal (où est décédé le roi Baudouin et où la reine Fabiola a continué ensuite d'habiter par intermittence). Cette villa a été transformée en musée comme centre commémoratif, le Mémorial Roi Baudouin  ; « La pièce la plus importante du musée est sans aucun doute le fauteuil de jardin dans lequel le roi est décédé. À côté, se trouvent le vélo qu’il avait reçu d’Eddy Merckx et un sac de golf vintage, qui témoignent de ses passions pour le cyclisme et le golf. »
Les deux dernières apparitions publiques de la reine Fabiola ont lieu le 21 juillet 2013 (pour l'abdication d'Albert II et la prestation de serment du nouveau roi Philippe) et le 31 juillet 2013 (pour la messe pour les vingt ans de la mort du roi Baudouin). Elle ne quitte ensuite plus le château du Stuyvenberg et ne va plus en vacances dans sa villa Astrida à Motril. En 2014, elle renonce à la présidence d'honneur du Concours musical reine Élisabeth qu'elle assumait depuis 1965, et est remplacée par la reine Mathilde.
Le 5 décembre 2014, le palais royal annonce la mort de la reine Fabiola au château du Stuyvenberg, à Laeken, à l'âge de 86 ans,,. Le 12 décembre 2014, une cérémonie a lieu à la cathédrale Saints-Michel-et-Gudule de Bruxelles ; parmi les moments forts, une chorale chante la prière « Salve rociera » entonnée aussi par le roi Juan-Carlos et accompagnée aux castagnettes par la marquise Bianca de Ahumada, nièce de Fabiola,. La reine Fabiola est inhumée dans la crypte royale de l'église Notre-Dame de Laeken, au côté de son époux mort 21 ans plus tôt.

## Critiques
On a reproché à Fabiola sa proximité avec le renouveau charismatique, souvent confondu, à tort, avec l'Opus Dei, ainsi que des contacts avec la dictature franquiste,. Des archives permettent également de se rendre compte de la proximité qui existait entre le roi Baudouin et Franco : « Des lettres commençaient par "Cher Général", et se terminaient par "Votre affectionné Baudouin" ».

## Titulature
- 11 juin 1928 — 15 décembre 1960 : Doña Fabiola de Mora y Aragón
- 15 décembre 1960 — 31 juillet 1993 : Sa Majesté la reine des Belges
- 9 août 1993 — 5 décembre 2014 : Sa Majesté la reine Fabiola

## Distinctions
- Grand cordon de l'ordre de Léopold (Belgique).
- Grand-croix de l'ordre d'Isabelle la Catholique (Espagne).
- Grand-croix de l'ordre du Christ (Portugal).
- Grand-croix de l'ordre équestre du Saint-Sépulcre de Jérusalem (Vatican).